# Conotrachelus vulgaris
Conotrachelus vulgaris – gatunek chrząszcza z rodziny ryjkowcowatych.

## Zasięg występowania
Ameryka Południowa, występuje w Argentynie, Paragwaju oraz w Urugwaju.

## Budowa ciała
Przednia krawędź pokryw nieznacznie szersza od przedplecza. Na ich powierzchni wyraźne podłużne żeberkowanie oraz dość gęste wyraźne punktowanie. Przedplecze niemal prostokątne w zarysie w tylnej części, z przodu nieznacznie lecz ostro zwężone.
Ubarwienie ciała ciemnobrązowe z licznymi kremowobiałymi plamkami. Wzdłuż przedniej krawędzi pokryw dwie duże, jasnożółte plamy.